# Felix Berezin
Felix Alexandrovich Berezin (em russo:  Феликс Александрович Березин, 25 de abril de 1931 — 14 de julho de 1980) foi um matemático e físico soviético russo.
Conhecido por suas contribuições à teoria da supersimetria e supervariedades, bem como pela integração funcional da teoria quântica de campos.
Berezin estudou na Universidade Estatal de Moscou, mas não pode fazer pós-graduação lá por causa de sua origem judaica (sua mãe era judia). Nos três anos seguintes Berezin lecionou em instituições de ensino de Moscou. Continuou a estudar física matemática sob orientação de Israel Gelfand. Após a liberalização de Nikita Khrushchov foi admitido no Departamento de Matemática da Universidade Estatal de Moscou, com a idade de 25 anos.
A integral de Berezin sobre números de Grassmann anticomutativos recebe seu nome, assim como a construção intimamente relacionada do bereziniano, que pode ser reconhecido como o "super"-análogo do determinante.
Berezin morreu afogado durante uma excursão na região de Kolyma.

## Obras
- The Method of Second Quantization, Academic Press, 1966.
- Introduction to Superanalysis, Springer, 1987.